# 1995-ös Giro d’Italia

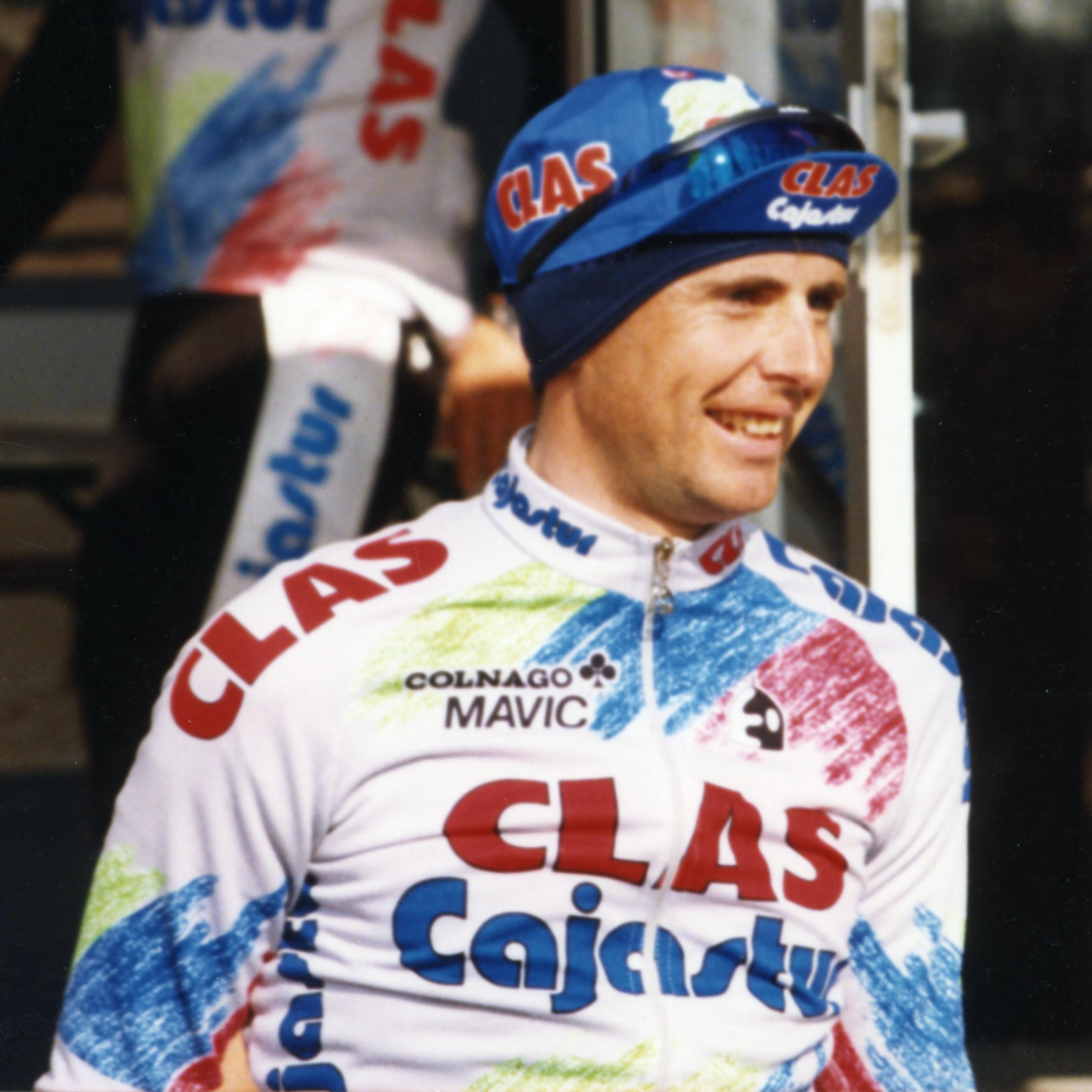
Tony Rominger 1993-ban

Az 1995-ös Giro d’Italia volt a 78. olasz kerékpáros körverseny. Május 13-án kezdődött és június 4-én ért véget. A végső győztes a svájci Tony Rominger lett.

## Végeredmény
|    | Versenyző            | Idő            |
| -- | -------------------- | -------------- |
| 1  | Tony Rominger        | 100 óra 41' 21 |
| 2  | Eugeni Berzin        | + 4' 13        |
| 3  | Piotr Ugrumov        | + 4' 55        |
| 4  | Claudio Chiappucci   | + 9' 23        |
| 5  | Oliverio Rincón      | + 10' 03       |
| 6  | Pavel Tonkov         | + 11' 31       |
| 7  | Enrico Zaina         | + 13' 40       |
| 8  | Heinz Imboden        | + 16' 23       |
| 9  | Georg Totschnig      | + 18' 05       |
| 10 | Francesco Casagrande | + 18' 50       |